# Kerkhof van Sint-Baafs-Vijve
Het Kerkhof van Sint-Baafs-Vijve is een gemeentelijke begraafplaats in het Belgische dorp Sint-Baafs-Vijve, een deelgemeente van Wielsbeke. Het kerkhof ligt in het zuiden van het dorp rond de Sint-Bavokerk dicht bij de oude Leie. Het oude kerkhof heeft een min of meer ovale vorm omringd door bomen en in noordoostelijke richting is er een jongere uitbreiding tot aan de Vlasstraat.

## Brits oorlogsgraf
Op het kerkhof ligt het graf van de Britse onderluitenant bij de Royal Air Force Karl George Ibison. Hij was 19 jaar toen hij sneuvelde op 4 oktober 1918. Zijn graf wordt onderhouden door de Commonwealth War Graves Commission en staat er geregistreerd als St. Baafs-Vijve Churchyard.